# Strophanthus wallichii
Strophanthus wallichii är en oleanderväxtart som beskrevs av A. de Candolle. Strophanthus wallichii ingår i släktet Strophanthus och familjen oleanderväxter. Inga underarter finns listade i Catalogue of Life.